# Tør hede
Tør hede er en naturtypen, der mest forekommer på sandet og udpint jord. Det har man mest i Jylland, men der findes også steder på øerne, hvor naturtypen kan ses, f.eks. Vesterlyng i Nordvestsjælland. De tørre heder trues fra mange sider: kvælstofholdig regn, tilgroning med træer, effektiv brandbekæmpelse, manglende afgræsning. Tør Hede er en betegnelse for en naturtype i Natura 2000-netværket, med nummeret 4030. 

## Plantevækst
De typiske planter på denne naturtype er:
- Ene (Juniperus communis)
- Revling (Empetrum nigrum)
- Engelsk Visse (Genista anglica)
- Hede-Melbærris (Arctostaphylos uva-ursi)
- Hedelyng (Calluna vulgaris)
- Katteskæg (Nardus stricta)
- Tyttebær (Vaccinium vitis-idaea)